# لری استیرس
لری استیرس (انگلیسی: Larry Steers؛ ‏ ۱۴ فوریهٔ ۱۸۸۸ – ۱۵ فوریهٔ ۱۹۵۱) بازیگر اهل ایالات متحده آمریکا بود.
از فیلم‌هایی که وی در آن‌ها نقش داشته‌است، می‌توان به ثروت، لکه ننگ و دختری در لیموزین اشاره نمود.